# El Badó
El Badó fou una masia del terme municipal de Sant Quirze Safaja, al Moianès.
Està situada en el sector central del terme, a la urbanització del Pla del Badó, oberta a les terres del mas, al nord-est de la masia de Poses i al nord-oest de les Clotes. És a 700 metres al nord-est de la carretera C-59, en el punt d'on el Camí del Badó, que mena al Pla del Badó.
L'antiga masia fou substituïda per un edifici modern, des de 1931 a sanatori antituberculós, i després a hotel i restaurant, i que fa de centre neuràlgic de la urbanització del Pla del Badó.
L'església de la Mare de Déu del Carme del Badó, situada al costat de llevant de l'actual edifici del Badó, actua com a sufragània de la parròquia de Sant Quirze Safaja.